# Серославиці (Любуське воєводство)
Серославиці (пол. Sierosławice) — село в Польщі, у гміні Звежин Стшелецько-Дрезденецького повіту Любуського воєводства.
Населення — 106 осіб (2011).
У 1975-1998 роках село належало до Гожовського воєводства.

## Демографія
Демографічна структура станом на 31 березня 2011 року:
|          | Загалом | Допрацездатний вік | Працездатний вік | Постпрацездатний вік |
| -------- | ------- | ------------------ | ---------------- | -------------------- |
| Чоловіки | 56      | 10                 | 41               | 5                    |
| Жінки    | 50      | 11                 | 27               | 12                   |
| Разом    | 106     | 21                 | 68               | 17                   |